# Matelea tuerckheimii
Matelea tuerckheimii är en oleanderväxtart som först beskrevs av Donn. Smith, och fick sitt nu gällande namn av R. E. Woodson. Matelea tuerckheimii ingår i släktet Matelea och familjen oleanderväxter. Inga underarter finns listade i Catalogue of Life.